# 紳寶92
紳寶92（英語：Saab 92）為紳寶汽車所生產的車型。車型設計在當時十分符合空氣動力學，cW值(阻力係數)為0.30，與當時的Porsche 996相當，並且優於 Ferrari F40。此車型於1949年12月12日開始量產。
此車使用的引擎為基於DKW公司設計的橫式水冷二汽缸，二行程764cc，25匹馬力(19kW)的水冷引擎，可以達到最高時速105公里(65英里)，並提供三速手排變速。所有早期的Saab 92都是類似於英國賽車綠的深綠色。而Saab的拉力賽史也從公布Saab 92的兩周後，由Saab的首席工程師 Rolf Mellde參與了瑞典拉力賽而展開。
1950年式只有生產700輛。而在1951年，德國VDO汽車零件公司取代美國斯圖爾-華納 (Stewart-Warner )提供車輛的零組件。
1952年格里塔莫蘭德 (Greta Molander)駕駛著馬力調整為35匹馬力的Saab 92贏得了蒙地卡羅拉力賽。1953年，生產出擁有一個更大的窗戶與更大行李空間的92B型，而且提供了灰色、藍灰色、黑色與綠色。並在1954年，取得新的索勒克斯32BI化油器和一個新的火星塞，讓引擎可以提供28匹馬力(21kW)並且推出新顏色－栗色。1955年，裝上了汽油幫補與安裝在後葉子板上的方型尾燈，並提供灰色、栗色與新色－青苔綠。
曾經協助Saab開發Saab Tunnan (J29)噴射機的英國試飛員鮑伯摩爾 ( 'Bob' Moore)，在返回英國的時候帶回來1955年的Saab 92B，也是第一輛進口到英國的Saab汽車。